# 溫德姆 (蒙大拿州)
溫德姆（英語：Windham）是位於美國蒙大拿州朱迪斯盆地縣的普查規定居民點。

## 歷史
溫德姆的郵局自1907年營運至今。

## 人口
根據2020年美國人口普查的數據，溫德姆的面積為1.08平方千米，皆為陸地。當地共有人口43人，而人口密度為每平方千米39.81人。